# Distopyrenis
Distopyrenis — рід грибів родини Pyrenulaceae. Назва вперше опублікована 1991 року.

## Види
База даних Species Fungorum станом на 12.11.2019 налічує 3 види роду Distopyrenis:
- Distopyrenis americana Aptroot, 1991
- Distopyrenis japonica H.Harada, 2000
- Distopyrenis violacea Aptroot, 2009